# Histoire d'O
Cet article concerne le roman « Histoire d'O ». Pour l'adaptation en bande dessinée, voir Histoire d'O (bande dessinée). Pour l'adaptation en film, voir Histoire d'O (film).
Ne doit pas être confondu avec Une histoire d'eau, Histoire d'os ou Histoires d'os.
Pour l’article ayant un titre homophone, voir Histoires d'eau.
 (novembre 2009).
Si vous disposez d'ouvrages ou d'articles de référence ou si vous connaissez des sites web de qualité traitant du thème abordé ici, merci de compléter l'article en donnant les références utiles à sa vérifiabilité et en les liant à la section « Notes et références ».
Histoire d'O est un roman français signé par Pauline Réage (pseudonyme de Dominique Aury, née Anne Desclos) publié en 1954 aux Éditions Pauvert et ayant reçu le prix des Deux Magots l'année suivante. Son autrice révèlera son identité en 1994, 40 ans après la publication initiale.

## Résumé

Une version de l’anneau de Roissy avec un triskèle décrit dans le livre.

Le roman s'ouvre au moment où une jeune femme appelée O, libre et indépendante (libre sexuellement, pour les années 1950), est emmenée en taxi par son amant René dans un château, situé à Roissy, où l'on « dresse » les femmes. Elle y devient esclave, de son plein gré. Elle y souffre (elle doit s'accoutumer au fouet) et n'y connaît au fond que peu de plaisirs si ce n'est celui d'appartenir à quelqu'un. C'est dans le donjon de Samois qu'elle est marquée au fer rouge aux initiales de son maître et les lèvres de son sexe  percées de deux anneaux dont l'un supporte le poids d'un lourd disque de métal décoré d'un triskèle niellé d'or et où est gravé le nom de son propriétaire. O promet, par amour, de se soumettre à tout ce que voudrait son amant, d'abord René, puis sir Stephen — auquel il finit par la donner — et elle s'exécute.
Le roman comporte une part de réalisme passé : dans la ville de Roissy, telle qu'elle est décrite dans le roman, l'on pratique un enfermement qui rappelle celui imposé aux pensionnaires des maisons closes, avant leur interdiction en 1946 à la suite des campagnes de Marthe Richard.[réf. nécessaire]

## Genèse de l'œuvre

### Le mystère de l'identité de l'autrice
Le scandale lié à Histoire d'O s'est doublé du mystère entretenu sur l'identité de l'autrice, sur laquelle de multiples hypothèses ont été avancées, attribuant l'ouvrage à divers romanciers hommes ou femmes. Les spéculations sur l'identité réelle de l'autrice vont bon train : on propose Paulhan lui-même, Henry de Montherlant, André Malraux ou André Pieyre de Mandiargues. Jean Paulhan écrivait cependant dans la préface : « Que vous soyez femme, je n'en doute guère. […] C'est qu'O, le jour où René l'abandonne à de nouveaux supplices, garde assez de présence d'esprit pour observer que les pantoufles de son amant sont râpées, il faudra en acheter d'autres. Voilà ce qu'un homme n'aurait jamais trouvé, en tout cas n'aurait pas osé dire. »
Le bruit courait que Dominique Aury, secrétaire de la Nouvelle Revue française, intellectuelle de haut vol, ayant tutoyé Borges ou traduit et fait découvrir Fitzgerald, était l'autrice d'Histoire d'O.

En 1994, Dominique Aury, âgée de quatre-vingt-six ans, s'est entretenue à ce sujet avec le New Yorker et a expliqué la genèse du récit : amoureuse de Jean Paulhan, elle voulait lui écrire une lettre d'amour en forme de roman : 

« Je n'étais pas jeune, je n'étais pas jolie. Il me fallait trouver d'autres armes. Le physique n'était pas tout. Les armes étaient aussi dans l'esprit. “Je suis sûr que tu ne peux pas faire ce genre de livres”, m'avait-il dit. Eh bien, je peux essayer, ai-je répondu. »

 Dominique Aury / Pauline Réage expliquera aussi s'être avant tout inspirée de fantasmes (non sexuels) qu'elle avait eus enfant[réf. nécessaire].
Le prénom Pauline est un hommage à Pauline Roland et à Pauline Borghese. Le nom « O » était pour « Odile », et est finalement restée une initiale afin d'épargner une autre Odile, amie de l'autrice[réf. souhaitée]. Ce nom de « O » a pu être vu comme la désignation d'un « objet » ou le symbole d'un « orifice ». En fait, il semble que la lettre n'ait pas de signification symbolique particulière, selon l'autrice[réf. souhaitée].

### D'une édition discrète au succès public

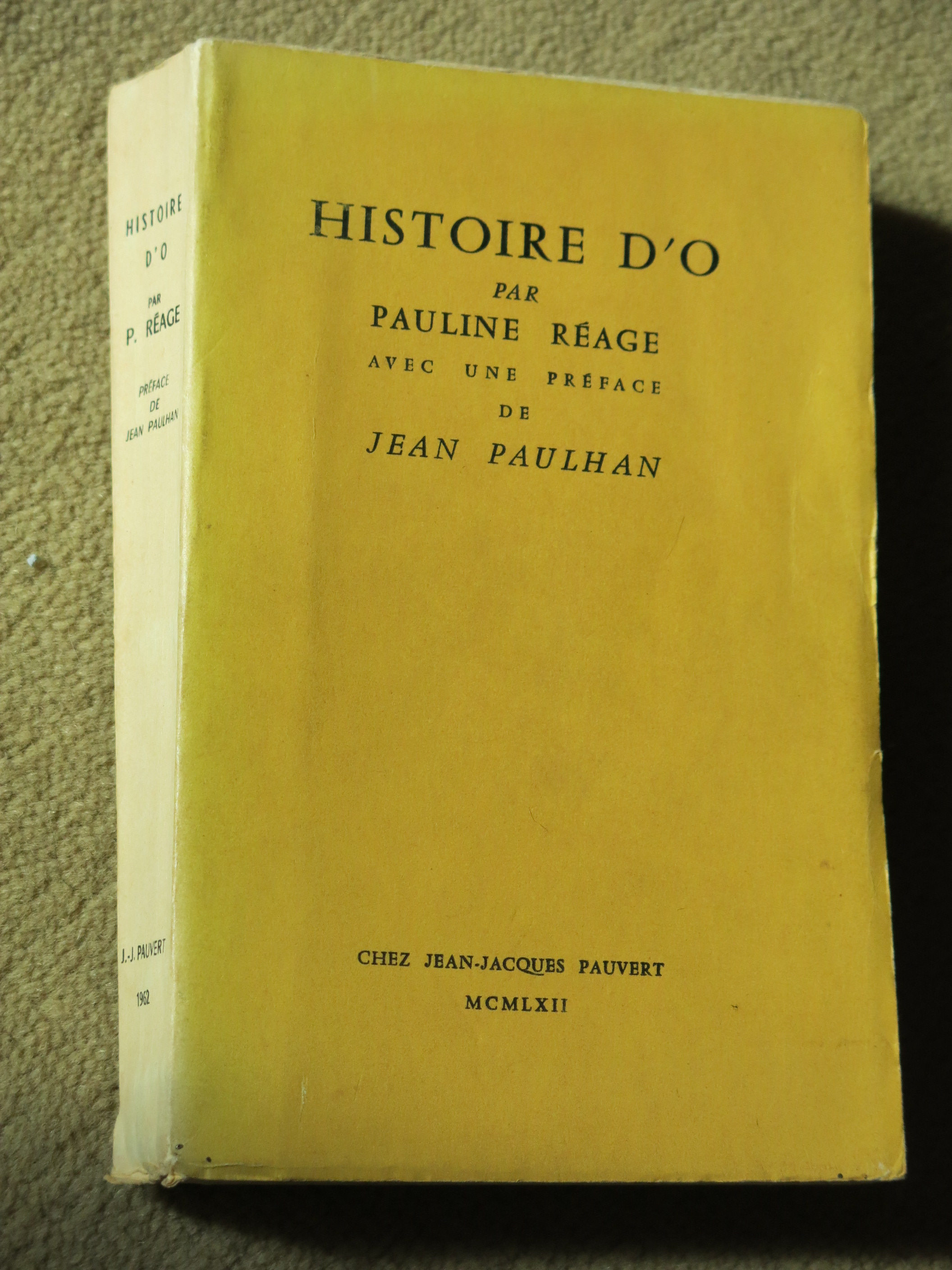
L'édition de 1962.

Un contrat avait été passé avec les Éditions des deux rives, mais à la suite des remous provoqués par l'édition du livre Le trafic des piastres de Jacques Despuech en 1953, cet éditeur s'est dessaisi des droits.
Histoire d'O fut donc publié à 600 exemplaires par Jean-Jacques Pauvert, alors âgé de 27 ans, en juin 1954, presque au même moment que le roman Bonjour tristesse de Françoise Sagan. L'attribution du prix des Deux-Magots a entraîné le succès public, mais aussi de multiples interdictions (de vendre aux mineurs, d'afficher, et de faire de la publicité) et poursuites pour outrage aux bonnes mœurs. Finalement, le procès n'eut jamais lieu. Aujourd'hui, ce livre s'est vendu à plus d'un million d'exemplaires dans le monde et a été traduit dans une vingtaine de langues.
L'ouvrage avait été examiné par le comité de lecture des éditions Gallimard. Mais Gaston Gallimard aurait été incité à refuser sa publication par Jean Dutourd, qui aurait jugé inacceptable l'édition d'un récit considéré comme pornographique.

### Réception
La sortie du livre entraîne les réactions de nombreux écrivains : François Mauriac, indigné, le trouve « à vomir ». Georges Bataille et Graham Greene se montrent à l'inverse admiratifs du travail de Pauline Réage. Le livre reçoit le prix des Deux-Magots en 1955.

## Analyse

### Référence au sado-masochisme
Pris au premier degré et compris avec une grille de lecture des années 2000, il ne s'agit que d'un roman érotique, mais Histoire d'O est aussi un cri, celui d'une personne qui veut appartenir à une autre. Si la référence au sado-masochisme est donc bien présente, ce roman ne traite cependant pas que des pratiques sexuelles, mais aussi de celles qui servent la quête d'un absolu : le don de soi. Son écriture, froide et concise, en fait un objet d'autant plus fascinant[réf. nécessaire].

### Une lettre d'amour

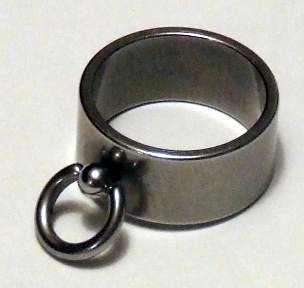
L’anneau de l'héroïne d'histoire d'O, inspiré du film, tel qu’il est vendu en Europe.

Commentant le comportement de son héroïne dans Histoire d'O, Pauline Réage dira simplement : « C'est une destruction dans la joie. »

L'ouvrage paraît avec une préface élogieuse de Paulhan : 

« Enfin une femme qui avoue ! Qui avoue quoi ? Ce dont les femmes se sont de tout temps défendues (mais jamais plus qu'aujourd'hui). Ce que les hommes de tout temps leur reprochaient : qu'elles ne cessent pas d'obéir à leur sang ; que tout est sexe en elles, et jusqu'à l'esprit. Qu'il faudrait sans cesse les nourrir, sans cesse les laver et les farder, sans cesse les battre. Qu'elles ont simplement besoin d'un bon maître, et qui se défie de sa bonté… »

C'est d'ailleurs Paulhan qui avait insisté pour que ce roman, écrit pour lui seul à l'origine, soit publié[réf. nécessaire].

## Compléments
Il existe une suite, Retour à Roissy.
Une série d'interviews de Pauline Réage par Régine Deforges a été publiée en 1975 sous le titre O m'a dit chez l'éditeur Pauvert.

## Adaptations
- Le cinéaste Henri-Georges Clouzot eut le projet, pendant de nombreuses années, d'adapter le roman, mais n'y parvint pas[2].
- Just Jaeckin (réalisateur du film Emmanuelle) a réalisé en 1975 le film Histoire d'O avec Corinne Cléry (actrice française qui fut par la suite James Bond girl dans Moonraker mais dont le reste de la carrière s'est déroulé en Italie), dans le rôle d'O. Le réalisateur feint de ne pas avoir compris le livre[réf. nécessaire] et offre au public un divertissement érotique qui se situe bien loin du roman dont il est censé être l'adaptation. La violence présente dans le livre, autant des sentiments que des actes, y est singulièrement édulcorée.
- Histoire d'O Numéro 2, réalisé en 1984 par Eric Rochat, est la suite du film Histoire d'O.
- Retour à Roissy a été adapté par Shūji Terayama pour le film Les Fruits de la passion.
- Une mini-série érotique brésilienne de 10 épisodes fut écrite, produite et réalisé en 1992 par Eric Rochat, le producteur du film original de 1975. Elle a été diffusée en France sur la chaîne M6. [Quand ?] [réf. souhaitée]
- Guido Crepax a adapté Histoire d'O en bande dessinée.
- Léonor Fini a produit une série d'illustrations pour le livre en 1968 correspondant à une série de dessins érotiques réalisés à l'encre de Chine.
- Le livre a également été illustré au Japon par le peintre Kuniyoshi Kaneko dans l'édition traduite en japonais par Tatsuhiko Shibusawa, Kawade Shobō Shinsha, Tokyo, 1966.
- Doris Kloster, photographe, a réalisé un album illustrant Histoire d'O, aux éditions la Musardine en français et en anglais aux St Martin's Press New York.
- Le film Manderlay est inspiré de la révolte d'esclaves contée dans la préface de Jean Paulhan à Histoire d'O[3].